# 修理亮盛光
修理亮盛光（しゅりのすけもりみつ）は、応永ころの備前国長船派の刀工。古刀上々作にて大業物。師光の子という。応永年間に活躍した長船派の鍛冶を応永備前と称すが、盛光は同系の刀工康光とともにその双璧とされる名工である。太刀や脇差、短刀の作例がある。作柄としては地鉄は板目に杢がまじり、棒映りが立ち、刃文は匂出来の直刃や互の目丁子などを焼く。素剣、梵字などの彫物のある作例が多い。なお、長船派において盛光の名は室町時代末期まで続いているとされるが、応永以降の盛光の作例は極めて少ない。